# Идоксуридин
Идоксуридин — противовирусный препарат, активный в отношении вируса простого герпеса. Применяется в виде капель при герпетических поражениях глаз. 

## Химические свойства
Идоксуридин представляет собой йодированный аналог деоксуридина. Молекула идоксуридина по химической структуре очень близка к тимидину — одному из четырёх основных компонентов ДНК, что позволяет ей «обманным» путём встраиваться в вирусную ДНК и нарушать её работу. При комнатной температуре представляет собой порошок. Молекулярная масса 354.1 г/моль. Температура плавления 193°С. Растворимость в воде 2000 мг/л (при 25 °C).

## Механизм действия
По механизму действия относится к группе аналогов нуклеотидов. При назначении в виде глазной мази преобразуется форму в моно- ди- и трифосфата и встраивается в вирусную ДНК, оказывая избирательное угнетающее действие на репликацию вируса герпеса (Herpes simplex).

## Медицинское применение
Применяется в виде глазных капель (1 мг/мл) при герпетическом конъюнктивите и кератите.
Категория действия на плод по FDA — C. (исследования на животных выявили отрицательное воздействие лекарства на плод, а надлежащих исследований у беременных женщин не было, однако потенциальная польза, связанная с применением данного лекарства у беременных, может оправдывать его использование, несмотря на имеющийся риск).